# Сельское поселение Кашинское
Сельское поселение Кашинское — упразднённое муниципальное образование в Волоколамском районе Московской области.
Административный центр — деревня Кашино.
Глава сельского поселения — Флегонтов Александр Евгеньевич, председатель совета депутатов — Зерюкаева Елена Владимировна. Адрес администрации: 143631, Московская область, Волоколамский район, д. Кашино, ул. Ленина, дом 94.

## География
Расположено в северной части Волоколамского района. Граничит с сельским поселением Теряевское на северо-востоке, сельским поселением Чисменское на востоке, городским поселением Волоколамск на юге, сельским поселением Ярополецкое на западе и сельским поселением Ошейкинское Лотошинского района на севере. Площадь территории муниципального образования — 13 658 га.

## История
Сельское поселение Кашинское образовано в ходе муниципальной реформы системы местного самоуправления 2006 года, в соответствии с Законом Московской области от 11.01.2005 № 1/2005-ОЗ «О статусе и границах Волоколамского муниципального района и вновь образованных в его составе муниципальных образований». В его состав вошли 28 населённых пунктов Кашинского, Стеблевского и Ченецкого сельских округов, позже исключённых из учётных данных административно-территориальных и территориальных единиц Московской области.
24 мая 2019 года все городские и сельские поселения Волоколамского муниципального района упразднены и объединены в новое единое муниципальное образование — Волоколамский городской округ.

## Население
| 2006  | 2007  | 2008  | 2009  | 2010  | 2011  |
| ----- | ----- | ----- | ----- | ----- | ----- |
| 3289  | ↗3876 | ↗4006 | ↘3938 | ↗4264 | ↘3981 |
| 2012  | 2013  | 2014  | 2015  | 2016  | 2017  |
| →3981 | ↘3779 | ↘3550 | ↘3317 | ↘3206 | ↘3086 |
| 2018  | 2019  |       |       |       |       |
| ↘3037 | ↘2933 |       |       |       |       |

Крупные населённые пункты:
- деревня Ботово — 749[22] чел.;
- деревня Кашино — 709[22] чел.;
- деревня Калистово — 515[22] чел.

Для сравнения: в 1859 году на территории нынешнего сельского поселения Кашинское проживали 7505 человек. Тогда самыми крупными по числу жителей населёнными пунктами были: Поповкино — 733 чел. (ныне 28 чел.); Буйгород — 653 чел. (11); Ремягино — 559 чел. (26); Калистово — 458 чел. (515); Суворово — 396 чел. (144); Кашино — 367 чел. (709).

## Состав сельского поселения
| №  | Населённый пункт | Тип населённого пункта          | Население |
| -- | ---------------- | ------------------------------- | --------- |
| 1  | Авдотьино        | деревня                         | ↗9        |
| 2  | Алферьево        | деревня                         | ↗26       |
| 3  | Бортники         | деревня                         | ↘4        |
| 4  | Ботово           | деревня                         | ↘749      |
| 5  | Буйгород         | деревня                         | ↘11       |
| 6  | Быково           | деревня                         | ↗425      |
| 7  | Веригино         | деревня                         | ↗2        |
| 8  | Владычино        | деревня                         | ↗169      |
| 9  | Глазачёво        | деревня                         | ↗166      |
| 10 | Голубцово        | деревня                         | ↗7        |
| 11 | Давыдово         | деревня                         | →2        |
| 12 | Калистово        | деревня                         | ↘515      |
| 13 | Кашино           | деревня, административный центр | ↗709      |
| 14 | Козлово          | деревня                         | ↗13       |
| 15 | Масленниково     | деревня                         | ↗79       |
| 16 | Пашково          | деревня                         | ↗294      |
| 17 | Поповкино        | деревня                         | ↗28       |
| 18 | Путятино         | деревня                         | ↗26       |
| 19 | Ремягино         | деревня                         | ↘26       |
| 20 | Речки            | деревня                         | ↗7        |
| 21 | Софьино          | деревня                         | ↗19       |
| 22 | Спасс            | деревня                         | ↗12       |
| 23 | Стеблево         | деревня                         | ↗563      |
| 24 | Строково         | деревня                         | ↗9        |
| 25 | Суворово         | село                            | ↘144      |
| 26 | Утишево          | деревня                         | ↘1        |
| 27 | Хрулево          | деревня                         | ↘9        |
| 28 | Шишково          | деревня                         | ↗240      |

## Достопримечательности
- Усадьба, где жил декабрист А. Н. Муравьев и у которого неоднократно бывал декабрист И. Д. Якушкин, в деревне Ботово. Памятник истории.  Объект культурного наследия № 5000027000№ 5000027000
- Церковь Воскресения Словущего в деревне Ботово[24]. Памятник архитектуры.  Объект культурного наследия № 5000027001№ 5000027001
- Церковь Рождества Пресвятой Богородицы в селе Суворово[25]. Памятник архитектуры.  Объект культурного наследия № 5000001139№ 5000001139
- Братская могила советских воинов, погибших в годы Великой Отечественной войны, в деревне Масленниково. Памятник истории.  Объект культурного наследия № 5000001533№ 5000001533
- Одна из первых электростанций в СССР в деревне Кашино, на открытие которой 14 ноября 1920 года приезжали В. И. Ленин и Н. К. Крупская. Памятник истории.  Объект культурного наследия № 5000714000№ 5000714000
- Памятник В. И. Ленину в деревне Кашино. Памятник истории.  Объект культурного наследия № 5000002878№ 5000002878
- Дом-музей В. И. Ленина.